# ぼくはおもちゃ
「ぼくはおもちゃ」は、2020年12月 - 2021年1月に、NHKの音楽番組『みんなのうた』で放送された楽曲。作詞・作曲：山本彩、編曲：小名川高弘、歌：山本彩。